# Corythangela
Corythangela é um gênero de traça pertencente à família Agonoxenidae.